# Tributo a Janires
Tributo a Janires é um tributo gravado ao vivo no acampamento da organização Mocidade para Cristo (MPC), fazendo parte do seu já regular evento: Som do Céu. Com a produção da Mocidade para Cristo e Vencedores por Cristo, o disco traz participações da Banda Azul, Paulo Marotta, Carlinhos Veiga, Baixo e Voz - Sérgio Pereira e Marivone Lobo, Cia de Jesus, Nelson Bomilcar, Jorge Camargo, Erlon Lemos, dentre outros intérpretes. No repertório constam uns dos maiores sucessos do cantor, incluindo a inédita "Homenagem à Sogra".

## Faixas
1. "Fala Marcelo Gualberto"
2. "Amigo Poeta"
3. "Falam Carlinhos Veiga e Claudia Barbosa"
4. 'Taças de Cristais"
5. "Fala Marivone Lobo"
6. "Veleiro"
7. "Fala Erlon Lemos"
8. "Espelho nos Olhos"
9. "Baião"
10. "Fala Rubens Amaro"
11. "Uai"
12. "Fala Du Guita"
13. "Homenagem a Sogra"
14. "Fala Paulinho Marotta"
15. "Casinha"
16. "Fala Nelson Bomilcar"
17. "Alex, O Baixinho Voador"
18. "Fala Jorge Camargo"
19. "Hoje sou Feliz"
20. "Canção das Estrelas"
21. "Fala Rubão"
22. "Foi por Você"
23. "Fala Paulinho Marotta 2"
24. "Coração Azul"